# 서연주
서연주(西兗州)는 북위말기 연주에서 분리신설된 중국의 옛 주로 산둥성의 지급시인 허쩌시의 전신이다.

## 연혁
527년(북위 효명제 효창 3년) 연주에서 서연주가 분리신설되었다. 중심지는 본래 정도성(定陶城, 현재의 허쩌시 딩타오구 북서 이선장(李綫庄))에 두었지만 547년(동위 효정제 무정 5년) 좌성(左城, 현재의 허쩌시 차오현 서북 녹묘촌(鹿廟村) 일대)로 옮겨졌다. 동위 때 서연주는 2군 7현 37,407호 103,894명을 거느렸다. 이후 561년(북제 무성제 태녕 원년) 주의 이름이 조주(曹州)로 개명되었다.
패군(沛郡) · 제음군(濟陰郡)
1. ↑  《위서》106권 中 지형 지2 中 서연주
2. ↑  《수서》 30권 지 제25 지리지 中 예주 제음군